# Терновый щитник
Терновый щитник, или ялла овальная (лат. Jalla dumosa) — вид клопов из семейства настоящих щитников.

## Описание
Распространён по всей Палеарктике, за исключением севера. Живут на кустарниках, траве и в подстилке. Хищники. Длина тела имаго 10,5—14,5 мм. Верх тела тёмно-бурый; низ, ноги, глаза и голова чёрные; полоска посередине головы, переднеспинки и щитка, пятно в передних углах щитка, боковые края переднеспинки и средняя часть голеней желтоватые или красноватые.